# 宽齿直花水苏
宽齿直花水苏（学名：Stachys strictiflora var. latidens）为唇形科水苏属下的一个变种。